# Liechtenstein aux Jeux olympiques d'hiver de 1964
Le Liechtenstein participe aux Jeux olympiques d'hiver de 1964, organisés à Innsbruck en Autriche. Ce pays participe aux Jeux olympiques d'hiver pour la cinquième fois de son histoire. La délégation liechtensteinoise, formée de six hommes (trois hommes et deux femmes), ne remporte pas de médaille.

## Résultats

### Luge
| Athlète         | Manche 1      | Manche 1 | Manche 2        | Manche 2 | Manche 3      | Manche 3 | Manche 4      | Manche 4 | Total           | Total |
| Athlète         | Temps         | Rang     | Temps           | Rang     | Temps         | Rang     | Temps         | Rang     | Temps           | Rang  |
| --------------- | ------------- | -------- | --------------- | -------- | ------------- | -------- | ------------- | -------- | --------------- | ----- |
| Johann Schädler | 1 min 03 s 16 | 30       | N'a pas terminé | –        | –             | –        | –             | –        | N'a pas terminé | –     |
| Magnus Schädler | 1 min 03 s 16 | 30       | 1 min 03 s 26   | 27       | 1 min 05 s 75 | 30       | 1 min 04 s 94 | 30       | 4 min 17 s 11   | 30    |
| Hans Nägele     | 59 s 65       | 27       | 1 min 04 s 56   | 29       | 1 min 00 s 65 | 27       | 1 min 01 s 43 | 28       | 4 min 06 s 29   | 27    |

### Ski alpin
| Athlète              | Épreuve      | Course        | Course |
| Athlète              | Épreuve      | Temps         | Rang   |
| -------------------- | ------------ | ------------- | ------ |
| Josef Gassner        | Descente     | 2 min 37 s 38 | 53     |
| August Wolfinger     | Descente     | 2 min 37 s 25 | 52     |
| Hans-Walter Schädler | Descente     | 2 min 35 s 84 | 48     |
| Josef Gassner        | Slalom géant | 2 min 10 s 67 | 47     |
| August Wolfinger     | Slalom géant | 2 min 10 s 64 | 46     |
| Hans-Walter Schädler | Slalom géant | 2 min 05 s 08 | 40     |

| Athlète              | Épreuve | Qualications  | Qualications | Qualications  | Qualications | Finale            | Finale            | Finale            | Finale            | Finale            | Finale            |
| Athlète              | Épreuve | Temps 1       | Rank         | Temps 2       | Rang         | Temps 1           | Rang              | Temps 2           | Rang              | Total             | Rang              |
| -------------------- | ------- | ------------- | ------------ | ------------- | ------------ | ----------------- | ----------------- | ----------------- | ----------------- | ----------------- | ----------------- |
| August Wolfinger     | Slalom  | 1 min 09 s 75 | 66           | 1 min 07 s 72 | 47           | N'a pas participé | N'a pas participé | N'a pas participé | N'a pas participé | N'a pas participé | N'a pas participé |
| Josef Gassner        | Slalom  | 1 min 05 s 78 | 57           | 1 min 01 s 90 | 32           | N'a pas participé | N'a pas participé | N'a pas participé | N'a pas participé | N'a pas participé | N'a pas participé |
| Hans-Walter Schädler | Slalom  | 1 min 01 s 53 | 48           | 59 s 62       | 24 QF        | 1 min 20 s 29     | 37                | 1 min 11 s 71     | 37                | 2 min 32 s 00     | 36                |